# Roscommon
För andra betydelser, se Roscommon (olika betydelser).
Roscommon (iriska: Ros Comáin) är huvudort i grevskapet Roscommon i Republiken Irland. Ordet Ros Comáin betyder på iriska St Commans träd. År 2006 hade orten totalt 4 489 invånare.